# The Pick of Destiny
The Pick of Destiny – drugi album studyjny amerykańskiego zespołu Tenacious D i jednocześnie soundtrack do filmu pt. "Kostka przeznaczenia". Został wydany 14 listopada 2006 roku przez Epic Records. Okładka albumu nawiązuje do obrazu "Stworzenie Adama". Wydano tylko jednego singla: "POD".

## Lista utworów
1. "Kickapoo" (feat. Meat Loaf & Ronnie James Dio) – 4:14
2. "Classico" – 0:58
3. "Baby" – 1:36
4. "Destiny" – 0:37
5. "History" – 1:42
6. "The Government Totally Sucks" – 1:34
7. "Master Exploder" – 2:24
8. "The Divide" – 0:22
9. "Papagenu (He's My Sassafrass)" – 2:24
10. "Dude (I Totally Miss You)" – 2:53
11. "Break In-City (Storm The Gate!)" – 1:22
12. "Car Chase City" – 2:42
13. "Beelzeboss (The Final Showdown)" (feat. Dave Grohl) – 5:35
14. "POD" – 2:32
15. "The Metal" – 2:45